# 東武D1形蒸気機関車
東武D1形蒸気機関車（とうぶD1がたじょうききかんしゃ）は1913年（大正2年）に登場した東武鉄道（東武）のテンダー式蒸気機関車である。

## 概要
東武がアメリカ合衆国のボールドウィン・ロコモティブ・ワークスから1913年（大正2年）に輸入した車軸配置2B（ホワイト式：4-4-0）、2気筒単式の飽和式テンダー機関車である。20 - 25の計6両が輸入され、所謂「ピーテン」が多数在籍する東武において、アメリカ製輸入機である当形式は異色の存在であった。山陽鉄道12形の同系機でもある。
他のボールドウィン製機関車と同様に走行時の横揺れが大きなことが嫌われ、東武の蒸気機関車としては比較的早期の1949年（昭和24年）から廃車が始まり、1958年（昭和33年）に形式消滅した。